# Charles F. Bolden, Jr.
Charles F. Bolden, Jr va néixer el 19 d'agost de 1946, és un ex Marin dels Estats Units i l'actual administrador de la NASA, sent el primer afroamericà a ocupar el càrrec.

Bolden va acceptar una comissió com a segon tinent al Cos de Marines dels Estats Units després de la graduació de l'Acadèmia Naval dels Estats Units el 1968. Es va sotmetre a un entrenament de vol en Pensacola (Florida), Meridian (Mississipi), i Kingsville, Texas, abans de ser designat com a aviador naval al maig de 1970. Va volar més de 100 incursions al nord i al sud del Vietnam, Laos i Cambodja, a la A- 6A Intruder, mentre que assigna a VMA (AW) -533 a la Base Aèria Reial de Tailàndia Phong Nam, Tailàndia des de juny de 1972 a juny de 1973.
En tornar als Estats Units, Bolden va començar una gira de dos anys com a oficial de la Infanteria de Marina i de la selecció oficial de la contractació a Los Angeles, Califòrnia, seguit per tres anys en diverses tasques a l'estació Aèria del Cos de Marines del Toro, Califòrnia. Al juny de 1979, es va graduar de la Naval dels Estats Units prova l'Escola de Pilots a l'Estació Aèria Naval de Patuxent River, Maryland, i va ser assignat a la Prova de la Marina Air Center l'Enginyeria de Sistemes i direccions Strike proves dels avions. Mentre va estar allà, ell va servir com a pilot de proves d'artefactes explosius i volar nombrosos projectes de prova a l'A - 6E, EA - 6B, i A- 7C / avions E.
Ha registrat més de 6.000 hores de vol.
Bolden va ser seleccionat com a candidat a astronauta per la NASA el 1980. Va ser membre del Cos d'Astronautes de la NASA fins a 1994 quan va tornar al servei actiu en la Infanteria de Marina com el Comandant Adjunt de Guàrdies Marines a l'Acadèmia Naval, a partir del 27 de juny de 1994. El juliol del 1997, va ser assignat com el Comandant general adjunt de la I Força Expedicionària de la Marina. De febrer a juny de 1998, es va exercir com a Comandant General, MEF (FWD) en suport de l'Operació Tempesta del Desert a Kuwait. El juliol del 1998, va ser promogut a la seva posició final de Major General i va assumir les seves funcions com a Comandant Adjunt de les Forces dels Estats Units Japó. Després es va exercir com a Comandant General, Tercer Marine Aircraft Wing, servint de 9 d'agost del 2000 fins a agost de 2002.

## NASA
Seleccionat per la NASA al maig de 1980, Bolden es va convertir en astronauta a l'agost de 1981. Les seves tasques tècniques incloses: Astronauta, oficial de l'Oficina de Seguretat, Assistent Tècnic del Director d'Operacions de la tripulació de vol, Assistent Especial del Director del Centre Espacial Johnson, astronauta Oficina d'Enllaç per a la seguretat, fiabilitat i garantia de la qualitat de les direccions el Marshall Space Flight Center i el Centre Espacial Kennedy, cap de la Divisió de Seguretat en JSC, astronauta de lliurament de vehicle de prova i verificació en el Centre Espacial Kennedy, i Assistent d'administrador adjunt, seu de la NASA. Bolden va servir com a pilot en la missió STS - 61C (12-18 gener, 1986) i de la missió STS -31 (24-29 abril, 1990), i va ser el comandant de la missió en la missió STS -45 (14 març, 1992 - abril 2, 1992), i STS -60 (February 3-11, 1994).
Bolden va ser la primera persona a viatjar en el complex de llançament 39 cistelles escorredor que permet la ràpida evacuació d'un transbordador espacial en la plataforma de llançament. La necessitat d'una prova d'humans es va determinar després d'un avortament llançament el STS -41 - D, on els controladors es va atrevir a fi que la tripulació d'utilitzar el sistema d'escapament no provats.